# Louis Léopold Robert
Louis Léopold Robert (født 13. maj 1794 i Chaux-de-Fonds (Schweiz), død 20. marts 1835 i Venedig) var en fransk-schweizisk maler og Kobberstikker.
Han kom i 1810 til Paris og uddannede sig under Girardet til en dygtig kobberstikker, men på rejsen til Rom i 1818 blev Robert, der havde lært under David i Paris, helt og holdent maler. Han forlod dog de Davidske klassiske baner og brød sig en hidtil næsten ukendt: han så at sige opdagede det italienske (rom.) Folk i dets skønhed. Først var det de rom. Briganter (billedet: Røverkvinde vaager over en sovende Mand måtte han gentage de 14 gange), derefter det rom. Folk med dets ædelbårne skikkelser, de neapolitanske fiskere osv. udstillingen i begyndelsen af 1820’erne af hans arbejder blev banebrydende: den ophøjede skønhed, man hidtil havde søgt i den klassiske verden, så man her til rede i nutidens liv for den, der kunne hæve skatten. Da Robert senere kom til Paris, hyldedes han (der helst holdt sig uden for kampen mellem den Davidske Skole og romantikerne) som den store mester. Efter Fisker med Mandolin, Dans paa Capri etc. kom bl. m. a. hovedværkerne Neapolitansk Fisker som Improvisator (1824), Hjem fra Pilegrimsfarten til Madonna dell’ Arco (1827, Louvre), det storladne Romerske Høstfolk i de pontinske Sumpe (Louvre, højdepunktet i Roberts kunst), Pifferari foran et Madonnabillede (1831) og Fiskere fra Chioggia. Robert hævede de romerske bønder op i en højere linierytmens verden og beåndede, ud fra sit eget syge sind, billedernes stilfulde komposition med en sjælfuld og tungsindig stemning. Hans værker, resultater mindre af inspiration end af refleksion, mangler ofte livets umiddelbare naivitet; de ædle skikkelser er kunstlet stillede op i attituder, i reliefagtig komposition, og en kolorit, hvis kraftige lokalfarver og svære skygger kan virke lidt grelt. Fra hans storlinede typer går der imidlertid tråde gennem en J. Bretons og andres kunst op til nyere Kunst. Robert, et følsomt og indesluttet gemyt, tog sig af dage af ulykkelig kærlighed til Prinsesse Charlotte Bonaparte, der selv malede, og hvem han stod i nært venskabsforhold til. Arbejder af Robert i Museet i Bern (Italienerinde), i Nantes (Eremit), Berlins Nationalgalleri etc. Et par billeder på Thorvaldsens Museum (S. Paolo fuori le mure efter Branden 1823).